# Heteropora japonica
Heteropora japonica is een mosdiertjessoort uit de familie van de Heteroporidae. De wetenschappelijke naam van de soort is voor het eerst geldig gepubliceerd in 1965 door Androsova.